# Eisenbahnunfall von Nové Zámky
| \| \| \| von Bratislava hl.st. \| \| \| \| \| von Šurany \| \| \| \| 145,385 \| Nové Zámky \| Nové Zámky \| \| \| \| nach Komárom \| \| \| \| \| Unfallort \| \| \| \| 151,854 \| Dvory nad Žitavou \| Dvory nad Žitavou \| \| \| \| nach Budapest-Nyugati \| \| |         |                       |                       |
| Strecke |         | von Bratislava hl.st. | von Bratislava hl.st. |
| Abzweig geradeaus und von links |         | von Šurany            | von Šurany            |
| Bahnhof | 145,385 | Nové Zámky            | Nové Zámky            |
| Abzweig geradeaus und nach rechts |         | nach Komárom          | nach Komárom          |
| |         | Unfallort             |                       |
| Bahnhof | 151,854 | Dvory nad Žitavou     | Dvory nad Žitavou     |
| Strecke |         | nach Budapest-Nyugati | nach Budapest-Nyugati |

Der Eisenbahnunfall von Nové Zámky war ein Zusammenstoß zwischen einem Reisezug und einem Linienbus auf einem Bahnübergang in Nové Zámky auf der Bahnstrecke Bratislava–Budapest in der Slowakei am 25. Juni 2024. Sieben Menschen starben, fünf weitere wurden verletzt.

## Ausgangslage
Der Fernreisezug EuroCity 279 Metropolitan mit Laufweg von Praha hlavní nádraží nach Budapest-Keleti war auf der Bahnstrecke Bratislava–Budapest pünktlich unterwegs. Wegen eines Unwetters am Vortag war das bahnrechte Streckengleis zwischen Nové Zamky und Dvory nad Žitavou wegen einiger Schäden an den Anlagen gesperrt. Unter anderem war auch die automatische Bahnübergangssicherungsanlage an der Straße Dvorská cesta (Straße 3. Ordnung 1503) in Nové Zamky nicht mehr funktionstüchtig.
Der EuroCity 279 war planmäßig aus einer elektrischen Lokomotive der ČD-Baureihe 380 und sieben Wagen des UIC-Typ Z der ZSSK gebildet. Er befuhr am Unfallort das bahnrechte, betrieblich gesperrte Gleis. Im Zug waren etwa 200 Reisende.
Der Bus war ein Iveco Crossway von Arriva Nové Zámky. Er befuhr die Regionallinie Nové Zámky–Kolta. Er war einschließlich des Fahrers mit elf Menschen besetzt.

## Unfallhergang
Der Linienbus hatte vor dem Unfall noch vor den geschlossenen Schranken gehalten, als ein Zug auf dem Gleis der Gegenrichtung unterwegs war. Nach dem Öffnen der Schranken befuhr der Bus kurz nach 17 Uhr den Übergang. Dabei wurde er vom Eurocity 279 erfasst, wobei der Bus in zwei Teile zerrissen wurde. Der vordere Teil wurde vor und unter der Lokomotive zertrümmert, das Heck wurde neben das Gleis in den Graben geschleudert.

## Folgen
Im Bus starben sieben Menschen. Der voranlaufende Führerstand der Lokomotive brannte vollständig aus. Der Lokomotivführer erlitt leichte Verbrennungen und konnte sich selbst retten. Der Busfahrer wurde verletzt zwischen den Gleisen aufgefunden. Offenbar wurde er unmittelbar beim Aufprall aus dem Bus geschleudert und überlebte so. Zeugen des Unfalls in weiteren wartenden Kraftfahrzeugen am Bahnübergang leisteten unmittelbar Erste Hilfe. Die Reisenden im Zug blieben unverletzt. Die Verletzten wurden in Krankenhäuser in Bratislava, Nitra, Komárno und Levice gebracht. Das nahe Krankenhaus in Nové Zámky war infolge des gewesenen Unwetters geschlossen.
Die örtliche Feuerwehr konnte den Brand der Lokomotive schnell löschen. Die Unfallstelle wurde noch am Abend des Unfalltages beräumt, sodass der Zugverkehr am 26. Juni um 3:05 Uhr eingleisig wieder aufgenommen werden konnte. Im Regionalverkehr war kurzfristig ein Schienenersatzverkehr eingerichtet worden, die Fernzüge zwischen Bratislava und Budapest wurden großräumig über die Strecken Bratislava–Hegyeshalom und Hegyeshalom–Budapest umgeleitet.
Der stellvertretende Ministerpräsident Robert Kaliňák sprach den Hinterbliebenen sein Beileid aus. Er wünschte den Verletzten eine rasche Rückkehr ins normale Leben. Die Ursachen des Unfalls müssten dringend untersucht werden. Den Rettungsdiensten dankte er ausdrücklich für ihr schnelles und professionelles Eingreifen.

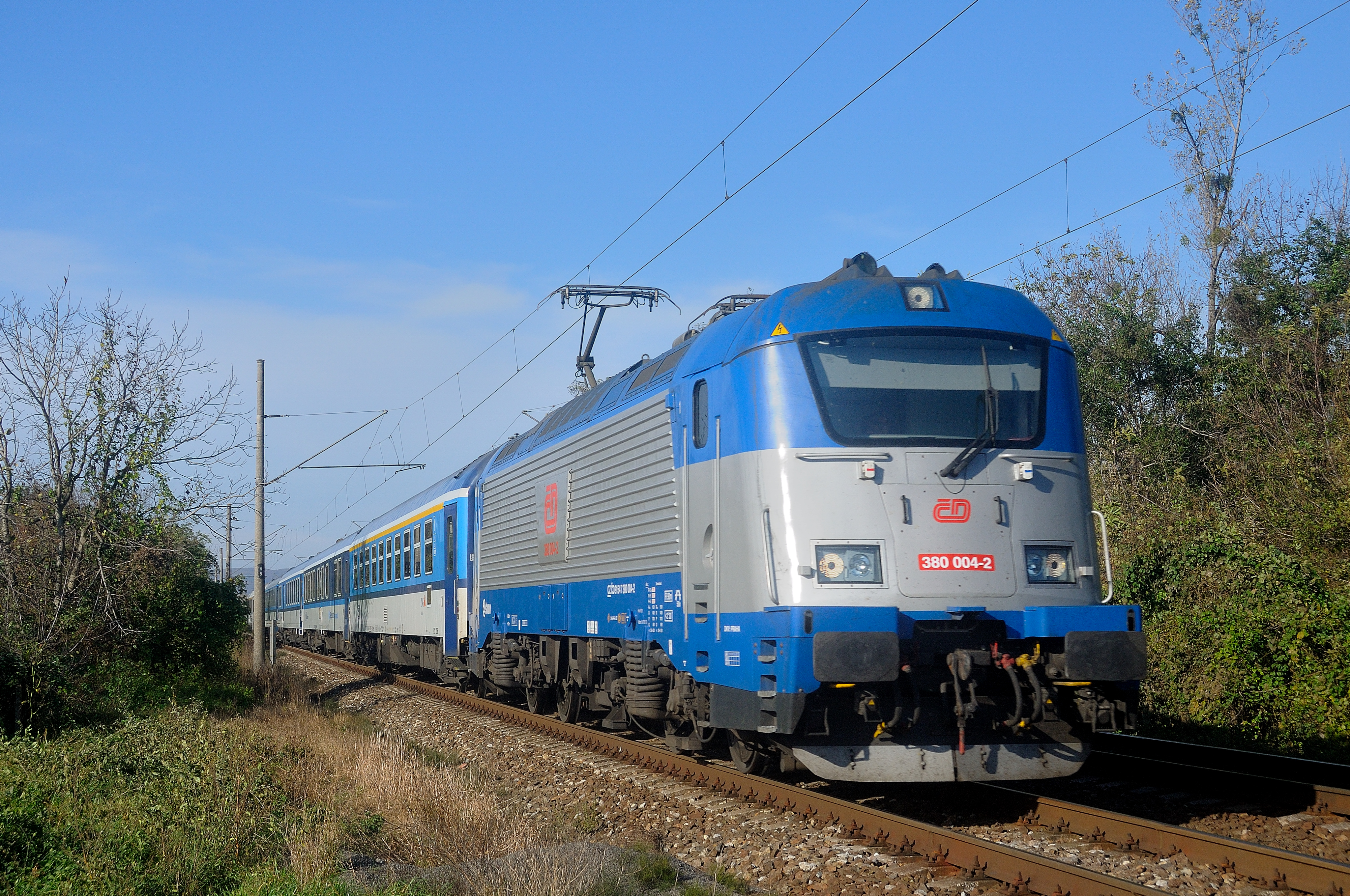
380 004 der ČD vor dem Eurocity 273 „Avala“ (2014)

Die Lokomotive 380 004 wurde vom Eigentümer České dráhy (ČD) aufgrund der Schäden ausgemustert. Unbeschädigte Baugruppen dienen als Ersatzteile für die anderen Lokomotiven der Baureihe.